# João Cordeiro Franck
João Cordeiro Franck, mais conhecido como João Franck (Belo Horizonte - MG 09/03/1999) é um atleta de voleibol indoor que atualmente joga pela equipe do Vedacit Vôlei Guarulhos (situada em Guarulhos - SP) O jogador tem passagens pela seleção brasileira de voleibol, além de ser campeão brasileiro de voleibol (Superliga 2020/2021) e campeão Panamericano U-23 (Cáli 2021)